# Abdij van Nijvel

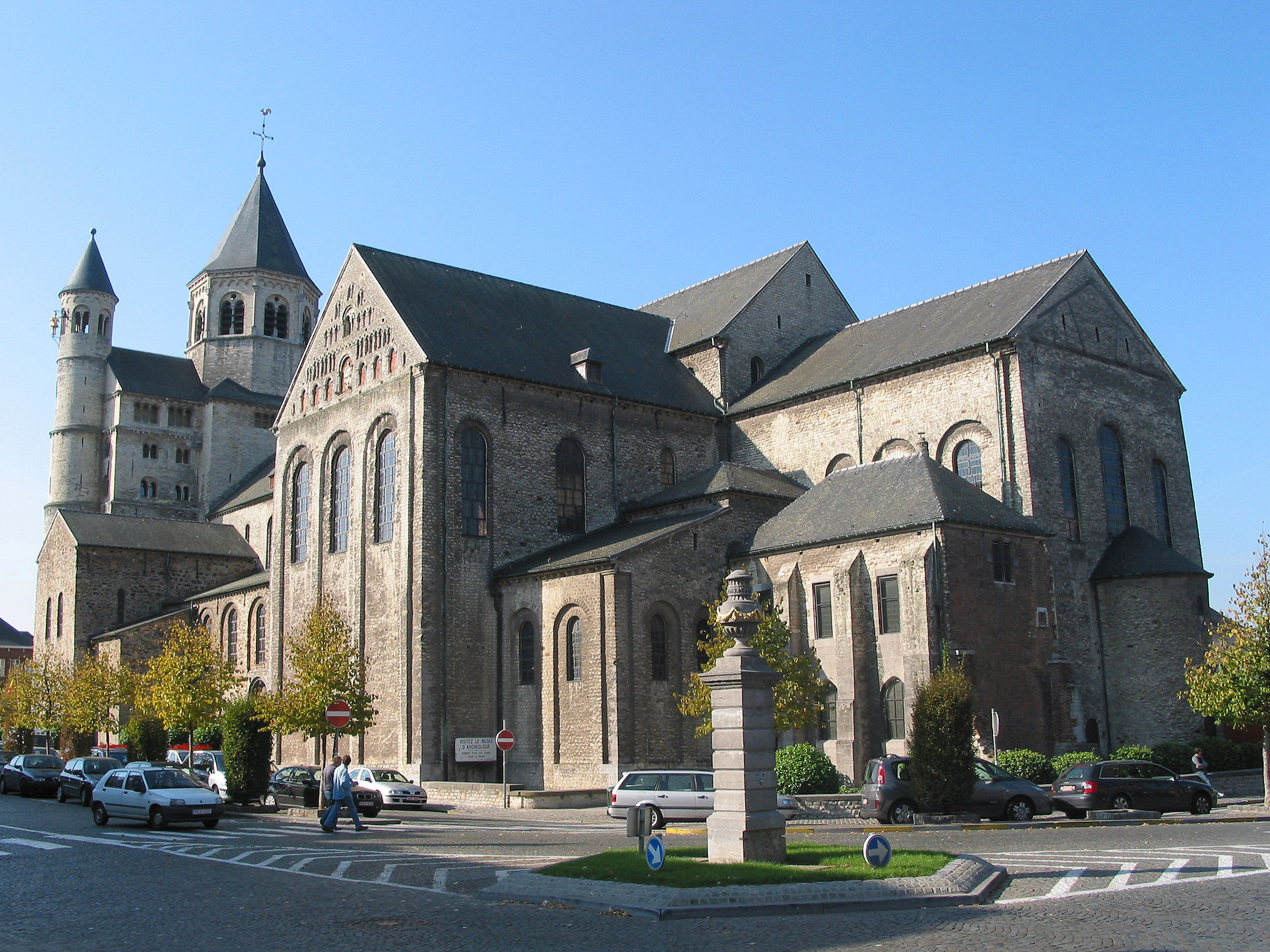
Nijvel: Sint-Gertrudiskerk, voormalige abdijkerk

De Abdij van Nijvel is een voormalige vrouwenabdij in het Waals-Brabantse Nijvel. De abdij werd gesticht in 640 door de Pepiniden en werd afgeschaft na de Franse Revolutie. De Sint-Gertrudiskerk in Nijvel is de voormalige abdijkerk.

## Geschiedenis
De eerste halve eeuw van het bestaan van de abdij is goed gedocumenteerd. De abdij werd gesticht in 640 door Sint-Amandus en Itta of Ida van Nijvel, de weduwe van Pepijn van Landen en haar dochter Gertrudis van Nijvel, de eerste abdis. Deze stichting had ook als doel de familiale bezittingen te bewaren en de machtspositie van beide vrouwen te consolideren. De abdij lag in een groot domein en ook na hun dood bleef het klooster in handen van de Pepiniden.
De abdij werd in 650 of 651 een dubbelklooster (waar twee gemeenschappen woonden: een voor mannen en een voor vrouwen). Dit gebeurde na de komst van een groep Ierse monniken onder leiding van Foillan. Zij werden opgevangen door Gertrudis en Ida. Een deel van de monniken kon een eigen abdij stichten in Fosses-la-Ville op een domein van de Pepiniden. Een ander deel bleef in Nijvel en elke gemeenschap kreeg een eigen kerk. Bij de dood van Gertrudis werd zij al snel als heilige vereerd.
Vast staat dat het zeker vanaf 877 een vrouwenstift was. In de huwelijksoorkonde van keizerin Theophanu wordt de abdij genoemd als onderdeel uitmakend van de door keizer Otto II gedane schenking aan de Byzantijnse prinses Theophanu. Bij de plaatsen Walcheren, Wichelen en de Abdij van Nijvel horen dan gezamenlijk volgens de oorkonde 14.000 boerderijen.
Tijdens de hoge middeleeuwen stond de benedictijnenabdij van Nijvel als rijksabdij rechtstreeks onder het gezag van de Duitse keizer. In de loop van de 11e eeuw ging de voogdij over aan de graven van Leuven, voorvaderen van de hertogen van Brabant. 
In 1795, na de Franse Revolutie, werd de abdij, evenals de titel van de abdis opgeheven.

## Archeologisch onderzoek
Deze abdij is een van de weinige uit de Merovingische tijd waarvan de topografie door archeologen is onderzocht. Hierbij kwam aan het licht dat er drie kerken aanwezig waren, elk georiënteerd op het oosten maar met elk hun eigen functie:
- de Onze-Lieve-Vrouwekerk, centraal gelegen, waarin liturgische diensten werden gehouden van het vrouwenklooster. Deze relatief grote had een schip met drie beuken waarvan de middelste 14 op 6 meter mat. Het koor met abside had een diameter van 5,5 meter.
- de Sint-Pauluskerk, ten noorden, voor de diensten van het mannenklooster. Het schip van deze kerk bestond uit één beuk van 10 op 7 meter en het rechthoekige koor mat 3 op 3,5 meter.
- de Sint-Petruskerk, een kleine zaalkerk van 23 op 6,8 meter, ten zuiden, zonder koor en gebouwd als grafkerk. Nadat Gertrudis hier werd begraven verdrong haar verering die van Petrus en kreeg de crypte geen nieuwe begrafenissen. Deze kerk ligt aan de basis van de grote romaanse basiliek, de huidige Sint-Gertrudiskerk

## Lijst van abdissen
De abdissen hadden de religieuze en politieke leiding over Nijvel, de stad die rond hun abdij was gegroeid:
- 644–658: Gertrudis van Nijvel († 17 maart 659)
- 658–669: Wilfetrudis van Nijvel († 23 november 669)
- 670–???: Agnes I
- ???–???: Dominique
- ???–???: Egburge
- ???–???: Rotrude
- ???–???: Iduberge
- 877–???: Tauperge
- 887–907: Gisela van Lotharingen (ook Gisela van Nijvel of Gisla), † 907, dochter van koning Lotharius van West-Francië en tevens abdis van Fosses (Karolingen)
- 966–???: Adalbertine
- ???–???: Mathilde van Ringelheim († 968), lekenabdis en echtgenote van koning Hendrik de Vogelaar (Immedingen)
- 992–1025: Oda I
- 1025–????: Adelheid, † 1011, dochter van Paltsgraaf Ezzo van Lotharingen (Ezzonen)
- 1046/49–?: Richenza I, dochter van Herman de Zwakke, Paltsgraaf van Lotharingen (Ezzonen)
- 1070–????: Ide

- 1073–1112: Richenza II
- 1126–1150: Oda II
- 1150–????: Oda III
- 1158–????: Oda IV
- 1161–1178: Ade
- 1182–????: Bertha I
- 1183–1209: Bertha II
- 1218–1225: Hedwidis
- 1227–????: Idulberge
- 1230–1265: Oda V van Lays
- 1267–1280: Elisabeth I van Brugelette
- 1281–1293: Elisabeth II van Bierbais
- 1293–1340: Iolande van Steyne (of Heyne)
- 1340–1341: Elisabeth III de Gavre
- 1341–1351: Elisabeth IV de Liedekercke
- 1351–1380: Mathilde de Leeuwenberg
- 1380–1386: Aleide II de Ligne

- 1386–1417: Catherine van Halewyn (de Halluwin)
- 1417–1423: Isa(belle) II de Franckenberg
- 1423–1441: Christine van Franckenberg
- 1441–1449: Agnes I van Franckenberg
- 1449–1462: Marguerite I d'Escornay
- 1462–1474: Agnes II van Franckenberg
- 1474–1490: Marguerite II van Hauchin
- 1490–1494: Guillelme van Franckenberg
- 1494–1520: Isabeau de Herzelle
- 1520–1522: Marguerite III d'Esne
- 1522–1548: Adrienne I de St.-Omer
- 1548–1549: Adrienne II de Morbecq
- 1549–1561: Marguerite IV d'Estourmel
- 1561–1569: Marguerite V de Noyelle
- 1569–1601: Marie I van Hoensbroek
- 1601–1604: Anne-Marguerite de Namur
- 1604–1623: Marguerite VI de Haynin
- 1623–1630: Isabelle II de Schouteete van Zuylen
- 1630–1654: Adrienne III de Lannoy
- 1654–1668: Elisabeth VI d'Oyenbrugge

Tijdens 17e eeuw kregen de abdissen van Nijvel de titel van prinses of vorstin van het Heilig Roomse Rijk:
- 1668-1705: Madeleine-Thérèse de Noyelle
- 1705-1724: Maria-Françoise de Berghes (Huis Glymes)
- 1724-1743: Caroline (Charlotte) de Berlaimont
- 1743-1774: Ursule-Antoinette de Berlo de Frandouaire
- 1774-1795: Marie-Félicité-Philippine Vandernoot